# Йозефсплац (станция метро)
«Йозефсплац» (нем. Josephsplatz) — станция Мюнхенского метрополитена, расположенная на линии  между станциями «Хоэнцоллернплац» и «Терезиенштрассе». Станция находится в районе Максфорштадт (нем. Maxvorstadt).

## История
Открыта 18 октября 1980 года в составе участка «Шайдплац» — «Нойперлах Зюд». Станция названа, как и площадь рядом с ней, в честь близстоящей церкви Святого Йозефа (нем. St.-Joseph-Kirche), которая посвящена покровителю Баварии.

## Архитектура и оформление
Двухпролётная колонная станция мелкого заложения. Стены станции облицованы округленными светло-зелёными цементо-волокнистыми плитами. Пол выложен бетонными блоками в мотиве гальки Изара, потолки облицованы алюминиевыми панелями с двумя рядами ламп. Колонны отделаны синим кафелем. Имеет два выхода по обоим концам платформы. В центре платформы расположен лифт, который ведёт на поверхность. Примерно на высоте человеческого роста по всей путевой стене проходит красная полоса.

## Таблица времени прохождения первого и последнего поезда через станцию

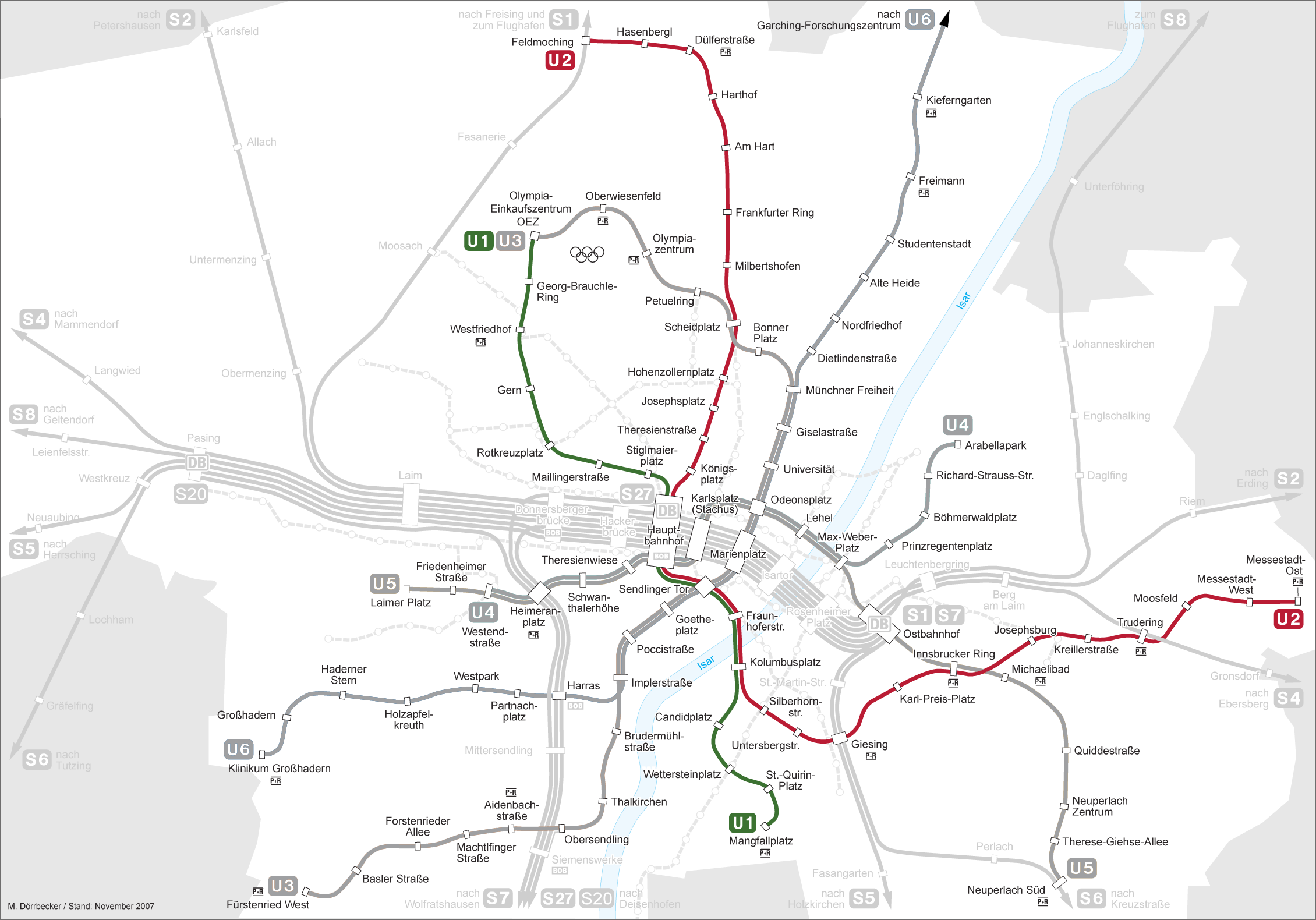
Сеть линий и мюнхенского метро

|                                     | Воскресенье — Четверг (ч:мм) | Пятница — Суббота (ч:мм) |
|                                     | первый                       |                          |
| последний                           |                              |                          |
| В сторону станции «Хоэнцоллернплац» | 4:39                         | 4:39                     |
| В сторону станции «Хоэнцоллернплац» | 1:24                         | 2:24                     |
| В сторону станции «Терезиенштрассе» | 4:22                         | 4:22                     |
| В сторону станции «Терезиенштрассе» | 1:07                         | 2:07                     |

## Пересадки
Проходят автобусы следующих линий: 153 и 154.
| Предыдущая станция | Расстояние | Линия | Расстояние | Следующая станция |
| ------------------ | ---------- | ----- | ---------- | ----------------- |
| Хоэнцоллернплац    | 756 м      |       | 513 м      | Терезиенштрассе   |